# Pšata (gmina Cerklje na Gorenjskem)
Pšata – wieś w Słowenii, w gminie Cerklje na Gorenjskem. W 2018 roku liczyła 123 mieszkańców.